# Свибло (деревня)
Свибло — опустевшая деревня в Себежском районе Псковской области России. Входит в состав городского поселения Идрица. Фактически урочище.

## География
Находится на юго-западе региона, в восточной части района, в лесной заболоченной местности около озёр Ореховно, Свибло.
Уличная сеть не развита.

## История
В 1802—1924 годах земли поселения входили в Себежский уезд Витебской губернии.
В 1941—1944 гг. местность находилась под фашистской оккупацией войсками Гитлеровской Германии.
До 1995 года деревня входила в Красный сельсовет. Постановлением Псковского областного Собрания депутатов от 26 января 1995 года все сельсоветы в Псковской области были переименованы в волости и деревня стала частью Красной волости.
В 2015 году Красная волость, вместе с населёнными пунктами, была влита в состав городского поселения Идрица.

## Население
| 2001 | 2002 | 2010 |
| ---- | ---- | ---- |
| 0    | →0   | →0   |

## Известные уроженцы
В имении Свибло в семье дочери участника польского восстания 1863 года К. И. Корсак и агронома А. И. Обуха родился Владимир Александрович Обух (1870—1934) — личный врач Ульянова-Ленина и его семьи; организатор диспансерно-профилактического обслуживания.

## Инфраструктура
Было личное подсобное хозяйство.

## Транспорт
Деревня доступна по просёлочным дорогам